# Lecanorchis bicarinata
Lecanorchis bicarinata är en orkidéart som beskrevs av Rudolf Schlechter. Lecanorchis bicarinata ingår i släktet Lecanorchis och familjen orkidéer. Inga underarter finns listade i Catalogue of Life.